# ファースト・イーブル
ファースト・イーブル (First Evil) は、『バフィー 〜恋する十字架〜』に登場する架空のキャラクター（以下ファーストと記述する）。
変身能力を持ち、様々な人間に変身する。第7シーズンの敵役である。最初に登場したエピソードは、第3シーズンの『償い』。
演じた俳優はサラ・ミシェル・ゲラー他多数。

## 特徴
諸悪の根源。 実態を持たないため、殺害は不可能。死亡した人物に変身することで、人の心を惑わす。
第3シーズンではアンジェラスに殺されたジェニー・カレンダーを装って現れ、エンジェルにバフィーを殺すように仕向けようとした。このため、エンジェルは一時自殺を図ることを検討する。
第6シーズンでバフィーが魔力によって蘇ったことで、世界のバランスが崩れたため、その機を利用して世界を破滅させようとした。
その後の第7シーズンでは頻繁に登場する。
『選ばれし者』ではトルクハンに刺されたバフィーをからかい、バフィーに「わたしの前から消えて」と一喝される。 

## 関連するキャラクター
ブリンガーズ
修道士風の盲目の怪人たち。両の眼を傷つけている。第7シーズンでは、ファーストの手先として、世界各地にいるスレイヤー候補生とそのウォッチャーを次々と殺害した。
ケイレブ
テロリスト。ファーストに心酔する。
トルクハン
原始のバンパイア。ファーストと手を組み地上侵略を企む。